# ناقضة العظم
الخلية ناقضة العظم أو هادمة العظم (بالإنجليزية: Osteoclast)‏ هي إحدى الخلايا الموجودة في العظم، ووظيفتها هضم العظم الزائد وغير المفيد. كما ويوجد في العظم خلايا بنائة وخلايا برعمية. وهي تعتبر خلية أكولة كبيرة.
ناقضة العظم هي إحدى أنواع الخلايا العظمية، مسؤولة عن هدم أنسجة العظام. تعد هذه الوظيفة ضرورية لحماية وإصلاح وتجديد عظام الهيكل العظمي للفقاريات. تعمل ناقضة العظم على تفكيك وهضم مركب البروتين المميه والمعدن على المستوى الجزيئي عن طريق إفراز الحمض وإنزيم كولاجيناز، وتُعرف هذه العملية بالارتشاف العظمي. تساعد هذه العملية أيضًا في تنظيم مستوى الكالسيوم في الدم.
توجد ناقضات العظم على سطوح العظام التي تخضع للارتشاف. على هذه السطوح، تتوضع ناقضات العظم في حفيرات قليلة العمق تسمى جوبات الارتشاف (جوبات هاوشيب). تتشكل جوبات الارتشاف نتيجة الفعل التآكلي لناقضات العظم على العظم المتوضع أسفلها. يُظهر الحد السفلي لناقضة العظم نواتئ شبيهة بالأصابع بسبب وجود انثناءات عميقة في الغشاء الخلوي؛ يسمى هذا الحد الحد المتعرج. تكون الحدود المتعرجة على تماس مع سطح العظم ضمن جوبة الارتشاف. يُطوّق محيط الحدود المتعرجة بمنطقة من السيتوبلازم على شكل حلقة وتكون خالية من العضيات الخلوية لكن غنية بخيوط الأكتين. تسمى هذه المنطقة المنطقة الرائقة أو منطقة الإحكام. تمكن خيوط الأكتين غشاء الخلية المحيط بمنطقة الإحكام من أن يثبت بقوة في الجدار العظمي لجوبات هارشيب. بهذه الطريقة، تتشكل حجرة مغلقة تحت ناقضة العظم بين الحدود المتعرجة والعظم الخاضع للارتشاف. تفرز ناقضات العظم أيونات الهيدروجين، والكولاجيناز، والكاثيبسين ك والإنزيمات المحلمهة في هذه الحجرة. يتضمن ارتشاف المطرس العظمي بواسطة ناقضات العظم خطوتين: (1) انحلال المكونات غير العضوية (المعادن)، و(2) هضم المكونات العضوية للمطرس العظمي. تضخ ناقضات العظم أيونات الهيدروجين في الحجرة تحت ناقضة العظم فتخلق بيئة مكروية حمضية، ما يزيد من ذوبانية المعادن في العظام، ثم تحررها وإعادة دخولها إلى سيتوبلازم الخلايا العظمية لتصل إلى الشعيرات الدموية القريبة. بعد إزالة المعادن، يُفرز الكولاجيناز والجيلاتيناز في الحجرة تحت ناقضة العظم. تهضم هذه الإنزيمات وتحلل الكولاجين والمكونات العضوية الأخرى للمطرس العظمي منزوع الكلس. تخضع منتجات التحلل للبلعمة بواسطة ناقضات العظم عند الحدود المتعرجة. نظرًا لخصائصها البلعمية، تعتبر ناقضات العظم إحدى مكونات جملة البلعميات والوحيدات. يتم التحكم في نشاط ناقضات العظم بواسطة الهرمونات والسيتوكينات. يثبط الكالسيتونين، وهو أحد هرمونات الغدة الدرقية، نشاط ناقضات العظم. لا تحتوي ناقضات العظم على مستقبلات للهرمون الجار درقي (الباراثورمون)، ومع ذلك، يحفز الهرمون الجار درقي بانيات العظم على إفراز سيتوكين يُسمى العامل المنشط لناقضة العظم، وهو محفز قوي للنشاط الناقض للعظم.
ناقضة السن هي ناقضة عظمية مسؤولة عن ارتشاف جذور الأسنان اللبنية.

## البنية
ناقضة العظم هي خلية كبيرة متعددة النوى، وعادةً ما تحتوي ناقضات العظم البشري على خمس نوى يبلغ قطرها 150-200 ميكرومتر. عند استخدام السيتوكينات المحفزة لناقضات العظم لتحويل الخلايا البلعمية الكبيرة (البلاعم) إلى ناقضات العظم، تتشكل خلايا كبيرة جدًا قد يصل قطرها إلى 100 ميكرومتر. قد تحتوي هذه العشرات من النوى، وعادةً ما تعبر عن بروتينات ناقضات العظم الرئيسية ولكنها تختلف كثيرًا عن الخلايا في العظام الحية بسبب الركيزة الغير طبيعية. يسمح حجم ناقضات العظم متعددة النوى المجتمعة بتركيز عمليات نقل الأيونات وإفراز البروتين والنقل الحويصلي للعديد من البلاعم على منطقة معينة من العظام.

### الموقع
في العظام، توجد ناقضات العظم في حفر ضمن سطوح العظام تسمى جوبات الارتشاف، أو جوبات هاوشيب. تتميز ناقضات العظم بوجود السيتوبلازم ذي المظهر المتجانس و«الرغوي». ينتج هذا المظهر عن ارتفاع تراكيز الحويصلات والفجوات العصارية. تشمل هذه الفجوات الجسيمات الحالة المليئة بالفوسفاتاز الحمضي. يسمح ذلك بتمييز ناقضات العظم من خلال تلونها نتيجة درجة التعبير العالية عن الفوسفاتاز الحمضي المقاوم للطرطرات والكاثيبسين ك. في ناقضات العظم، تكون الشبكة الإندوبلازمية الخشنة محدودة الاتساع، ومعقد غولجي كبير الحجم.

## التطور
منذ اكتشافها في عام 1873 كان هناك جدل كبير حول أصلها. كانت هناك ثلاث نظريات سائدة: من عام 1949 حتى عام 1970، كان أصل النسيج الضام معروفًا، ونص على أن ناقضات العظم وبانيات العظم تنحدر من نفس السلالة الخلوية، وأن بانيات العظم تندمج ذاتيًا لتشكل ناقضات العظم. بعد سنوات من الجدل، اتضح الآن أن هذه الخلايا تتشكل من الاندماج الذاتي للبلاعم. في بداية عام 1980، اكتُشفت جملة البلعميات والوحيدات باعتبارها طليعة لناقضات العظم. يتطلب تكون ناقضات العظم وجود عامل رانكل (منشط مستقبلات العامل النووي كابا-ب) وإم-سي إس إف (عامل تحفيز مستعمرات الخلايا الأكولة). يتم إنتاج هذه البروتينات المرتبطة بالغشاء بواسطة الخلايا السدوية وبانيات العظم المجاورة، ما يتطلب اتصالًا مباشرًا بين هذه الخلايا وطلائع ناقضات العظم.

## الوظيفة
عند تنشيطها، تنتقل ناقضات العظم إلى مناطق الكسر الشعري في العظام بآلية الانجذاب الكيميائي. تتوضع ناقضات العظم في تجاويف صغيرة تسمى جوبات هاوشيب، وتتكون نتيجة هضم العظم أسفلها. تتكون منطقة الإحكام من ارتباط الغشاء الخلوي لناقضات العظم بالعظم السفلي. ترتبط مناطق الإحكام معًا بأحزمة مكونة من بنى التصاق متخصصة تسمى البودوسومات. يتم تسهيل الارتباط بالمطرس العظمي بوجود مستقبلات الإنتغرين، مثل ألفا-في بيتا-3، عبر تسلسل الأحماض الأمينية المحدد أرجنين-جلايسين-حمض الأسبارتيك في بروتينات المطرس العظمي، مثل الأوستيوبونتين. تحرر ناقضة العظم أيونات الهيدروجين من خلال عمل الأنهيدراز الكربوني (+H2O + CO2 → HCO3− + H) عبر الحدود المتعرجة ضمن حجرة الارتشاف، ما يساهم في التحميض وإذابة المطرس العظمي الممعدن لتشكيل الكالسيوم ثنائي التكافؤ وحمض الكربونيك وحمض الفوسفوريك والماء ومواد أخرى. تبين أن وجود خلل وظيفي في الأنهيدراز الكربوني قد يكون سببًا في بعض أشكال تصخر العظم. تُضخ أيونات الهيدروجين عكس مدروج التركيز بواسطة مضخات البروتون، وتحديدًا إنزيم أتيباز-حويصلي. استُهدف هذا الإنزيم في الوقاية من تصخر العظم. بالإضافة إلى ذلك، تتحرر العديد من الإنزيمات المحلمهة، مثل أعضاء مجموعات الكاتيبسين والميتالوبروتياز المطرسية، لهضم المكونات العضوية للمطرس. تحرر الجسيمات الحالة هذه الإنزيمات في الحيز. من بين هذه الإنزيمات المحلمهة، يعتبر الكاثيبسين ك الأكثر أهمية.

## روابط خارجية
- Osteoclasts في المكتبة الوطنية الأمريكية للطب نظام فهرسة المواضيع الطبية (MeSH).